# Burke Avenue
Burke Avenue – stacja metra nowojorskiego, na linii 2. Znajduje się w dzielnicy Bronx, w Nowym Jorku i zlokalizowana jest pomiędzy stacjami Gun Hill Road i Allerton Avenue. Została otwarta 3 marca 1917.